# Vanessa Galvis
Vanessa Galvis Jiménez (Cartagena de Indias, 3 de noviembre de 1992) es una actriz colombiana de ascendencia española. A sus 16 años coprotagonizó la película 2009 y fue lanzada a las pantallas en el 2011 Lecciones para un beso, siendo este su primer papel profesional.
Ha sido modelo de la diseñadora Diana Martínez y Ketty Tinoco siendo dos veces portada e imagen internacional.
Es prima hermana de la Señorita Colombia 2009-2010, Natalia Navarro Galvis. Estudió en el Colegio Jorge Washington de Cartagena, y posteriormente en Savannah College of Art and Design donde le otorgaron el título de actriz de artes escénicas; siendo una de las mejores estudiantes.

## Filmografía

### Cine
| Año  | Película               | Personaje | Director              | Empresa Productora                    |
| ---- | ---------------------- | --------- | --------------------- | ------------------------------------- |
| 2011 | Lecciones para un Beso | María     | Juan Pablo Bustamante | Talleres Uchawi / RCN Cine / E-nnovva |